# Lophoptera abortiva
Lophoptera abortiva là một loài bướm đêm trong họ Noctuidae.